# Alfred Bertrand (football)
Pour les articles homonymes, voir Alfred Bertrand et Bertrand.
Alfred Bertrand est un footballeur belge, né le 6 décembre 1919 et mort le 22 novembre 1986.
Il a évolué comme attaquant au Royal Olympic Club de Charleroi où il devient international en 1948, puis il joue au Standard de Liège de 1952 à 1954.

## Palmarès
- International le 17 octobre 1948 pour le match France-Belgique, 3-3 (match amical)